# 草原前胡
草原前胡（学名：Peucedanum stepposum）是伞形科前胡属的植物，为中国的特有植物。分布在中国大陆的黑龙江、辽宁、吉林等地，生长于海拔200米的地区，一般生长在草原上，目前已由人工引种栽培。

## 别名
草原石防风（东北草本植物志）